# Wieża Bismarcka w Srokowie
Wieża Bismarcka w Srokowie – wieża widokowa wzniesiona w Srokowie ku czci Ottona Bismarcka. Otwarta 13 września 1902.